# Mouvement intentionnel de l'appareil photo
 (février 2022).
Si vous disposez d'ouvrages ou d'articles de référence ou si vous connaissez des sites web de qualité traitant du thème abordé ici, merci de compléter l'article en donnant les références utiles à sa vérifiabilité et en les liant à la section « Notes et références ».

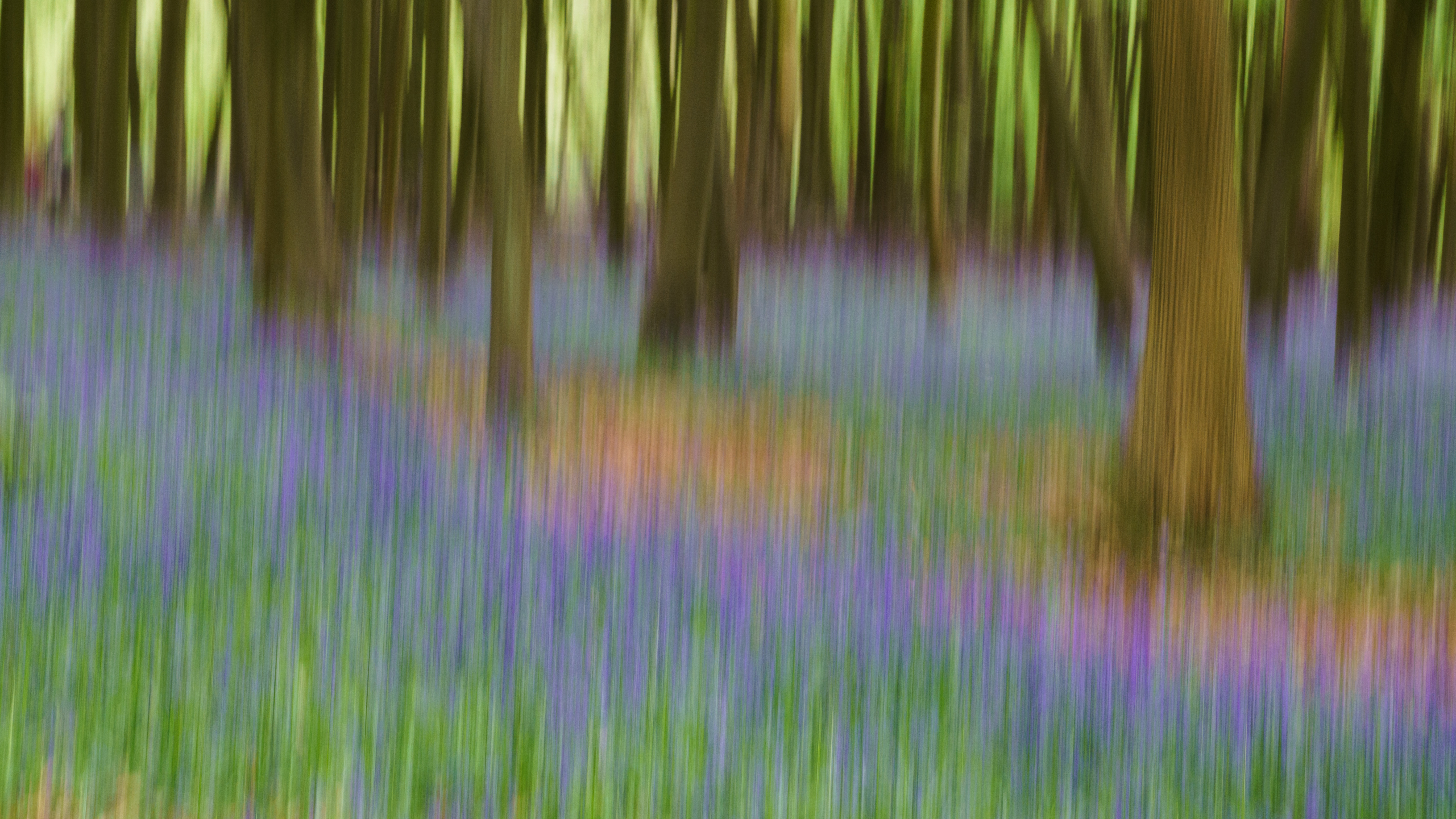
Le mouvement vertical capture l'impression d'un bois de jacinthes des bois.

Dans le mouvement intentionnel de l'appareil photo (ICM pour intentional camera movement), l'appareil photographique est déplacé pendant l'exposition afin de créer un effet artistique. Cela amène les points d'image à se déplacer sur le support d'enregistrement, produisant une rayure apparente dans le résultat de l'image.
Le processus implique la sélection d'une ouverture et l'utilisation de filtres pour obtenir une vitesse d'obturation appropriée. Les photographes expérimentent à la fois la durée de l'exposition et la direction et la quantité de mouvement de l'appareil photo lorsque l'obturateur est ouvert. Généralement, les expositions de 1/20 à 1/2 seconde donnent les meilleurs résultats, avec un résultat optimum avec 1/8e de seconde, pour conserver la forme du sujet, mais éliminer les détails de surface. L'effet dépend de manière significative de la direction dans laquelle l'appareil photo est déplacé par rapport au sujet ainsi que de la vitesse du mouvement.
Si les niveaux de lumière sont élevés, l'utilisation de filtres à densité neutre réduira la lumière pénétrant dans l'objectif, permettant ainsi de prolonger l'exposition. Un filtre polarisant peut également être monté sur l'objectif. Cela a pour double effet de réduire les reflets dans l'image et de réduire la lumière d'environ deux valeurs. Les photographes définissent le réglage ISO de l'appareil photo sur le plus bas disponible sur l'appareil photo (généralement 100), car cela réduit la sensibilité de l'appareil photo à la lumière et donne ainsi la vitesse d'obturation la plus lente possible.
La direction du mouvement de la lentille a un effet conséquent sur les résultats. Il faut de la patience et beaucoup d'expérimentation afin de déterminer où et comment déplacer l'appareil photo pour obtenir l'effet désiré. L'appareil photo peut être déplacé vers le haut, le bas, vers la droite ou vers la gauche. Le photographe peut également s'éloigner ou se rapprocher du sujet. L'appareil peut également être tourné, incliné et rapidement déplacé d'avant en arrière.

## Relation avec le flou cinétique

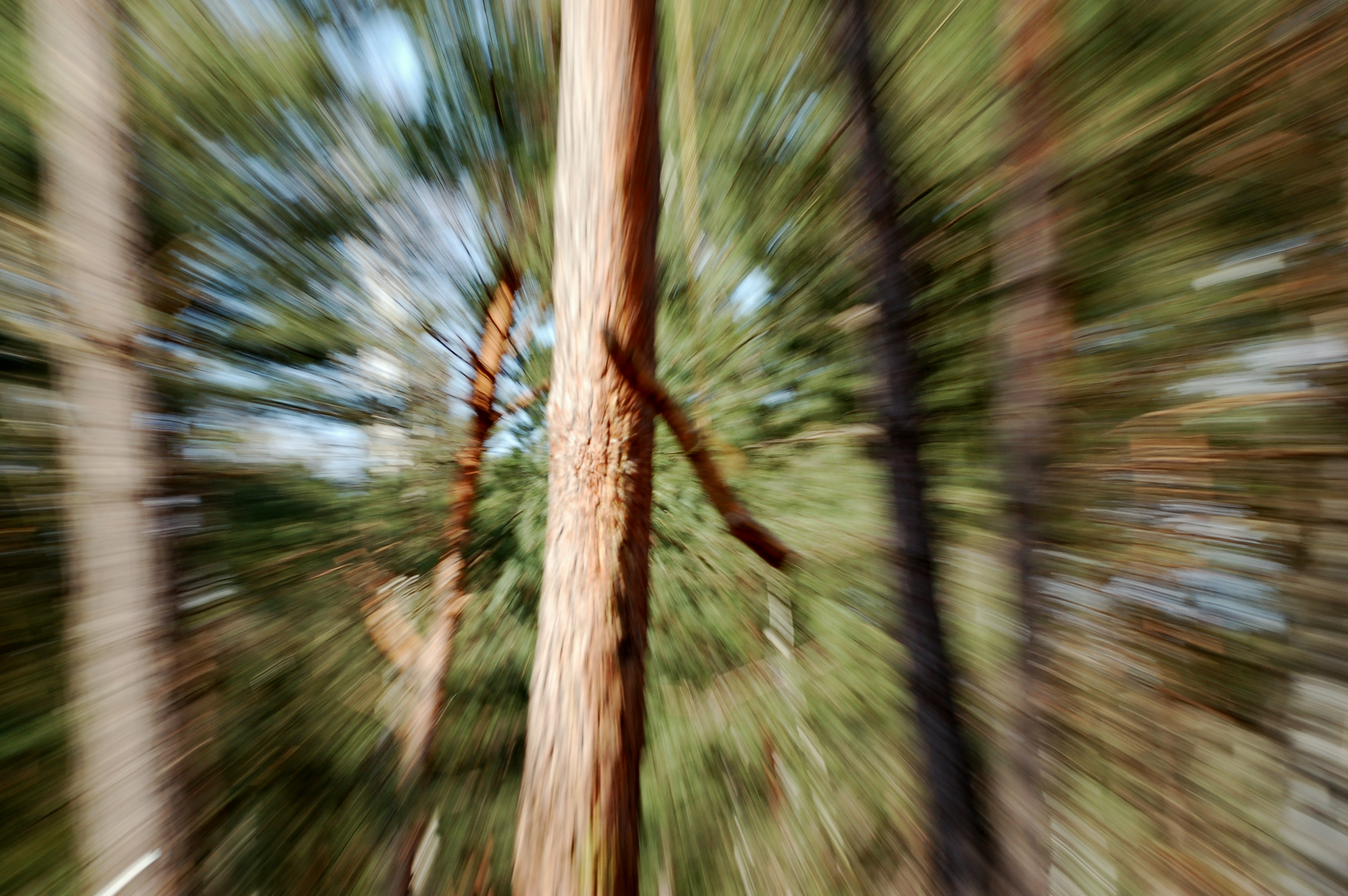
Une photographie prise avec un objectif zoom, dont la distance focale a varié au cours de l'exposition.

D'une certaine façon, l'ICM produit le même effet que le flou cinétique (intentionnel) à exposition unique. Dans le premier cas, l'appareil photo bouge pendant l'exposition, dans le second, la cible bouge. Le point commun est le mouvement relatif entre l'appareil photo et la cible qui engendrent des traînées sur l'image.
Un cas particulier se produit lorsque l'appareil est déplacé pendant l'exposition tout en étant toujours pointé vers la cible en mouvement, de manière à maintenir sa projection sur le support d'enregistrement stable. L'environnement stationnaire (généralement l'arrière-plan, mais éventuellement une partie du premier plan) est ensuite soumis à l'ICM et apparaît comme strié sur l'image finale.
Un autre cas particulier est celui du mouvement de l'appareil photo vers l'avant (ou vers l'arrière). Généralement avec l'appareil focalisé sur la distance. Les stries de l'image résultante convergent vers le point central, donnant l'impression que le sujet se situe au bout d'un long tunnel. Un effet similaire peut être obtenu en modifiant la distance focale d'un objectif zoom pendant l'exposition.